# Église Saint-Oswald de Grasmere
L'église Saint-Oswald (anglais : St Oswald's Church) se trouve dans le village de Grasmere, dans le Lake District, Cumbria, Angleterre. C'est une église paroissiale anglicane dans le doyenné de Windermere, l'archidiaconé de Westmorland et Furness et le diocèse de Carlisle. L'église est inscrite dans la liste du patrimoine national pour l'Angleterre comme bâtiment de grade I. En plus de son intérêt architectural, l'église est remarquable pour ses associations avec le poète, William Wordsworth et sa famille, et pour sa cérémonie annuelle de rushbearing.

## Histoire
La première église de Grasmere est fondée par Oswald de Northumbrie, en 642. L'église actuelle se dresse sur, ou à proximité du même site et lui est dédiée. Elle date du XIVe siècle, et est doublée en taille par l'ajout d'une nef parallèle au nord de la nef originale entre 1490 et 1500. Le toit est reconstruit vers 1562, ce qui implique l'ajout d'un deuxième étage d'arcs à l'arcade. Les fenêtres et les portes sont restaurées en 1840 par George Webster.

## Architecture
L'église est construite en pierre crépie avec des toits en ardoise. Son plan se compose d'une double nef, avec un porche sud et une tour sud-est. La tour est battue (ses murs s'inclinent vers l'intérieur à mesure que la tour s'élève), elle a des fenêtres en lancette et des pinacles d'angle simples.

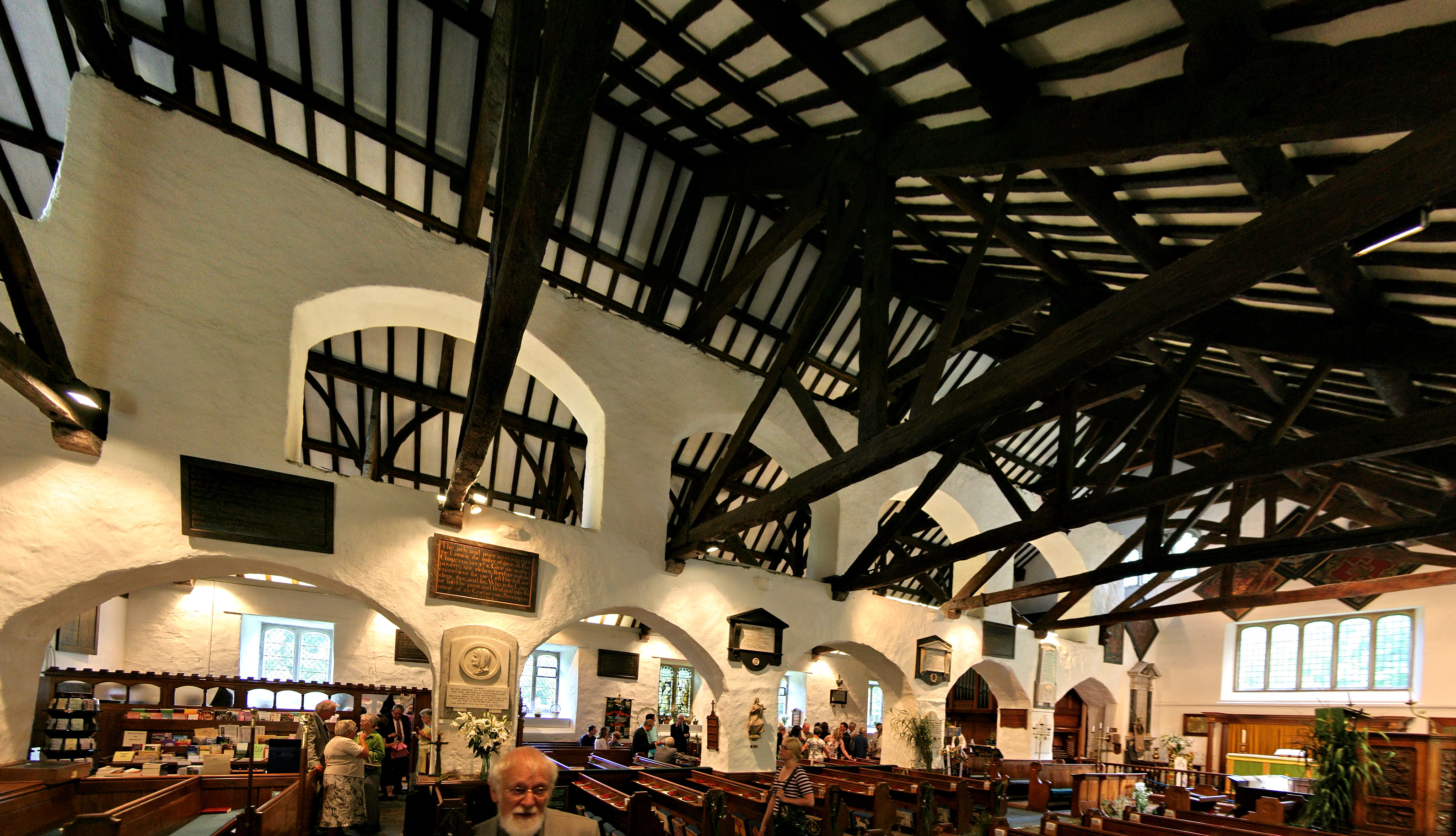
Intérieur montrant les deux rangées d'arcs et les remarquables poutres du toit

À l'intérieur de l'église, l'arcade a cinq arches s'élevant du niveau du sol et quatre arches au-dessus. L'arcade n'atteint pas le faîte du toit, mais se termine dans les tirants supérieurs du toit en bois ouvert. Dans l'église se trouve un tronc daté de 1648, et une rampe d'autel à balustres de 1725. La chaire est de style Arts and Craft et sculptée de fruits et de fleurs. Le bénitier est médiéval et se compose d'une cuvette octogonale sur une base à gradins. Le vitrail comprend une fenêtre sur le côté nord de l'église datant d'environ 1926 par Shrigley et Hunt, et deux fenêtres sur le côté sud datant des années 1890 par Henry Holiday. Il y a du verre médiéval dans les fenêtres du côté sud du choeur.

## Monuments
William Wordsworth vit à Grasmere à partir de 1799, et est enterré dans le cimetière de Saint-Oswald. À l'intérieur de l'église, les monuments comprennent un pour Wordsworth de Thomas Woolner, avec une épitaphe de John Keble. Il y a aussi une tablette murale dans le chœur de style dorique à l'antiquaire Daniel Fleming décédé en 1701.
L'église possède une sculpture de la Vierge à l'enfant d'Ophelia Gordon Bell, qui vit et travaille à Grasmere.

## Orgue
Dans les années 1870, l'église acquiert un orgue de Wilkinson de Kendal. L'instrument est déplacé à Lancaster après l'orgue actuel par Binns de Leeds, est installé en 1923, et est maintenant à Boltongate.
L'instrument Binns est commandé en mémoire de l'infirmière Nellie Taylor décédée en France pendant la Première Guerre mondiale . Une opération de rénovation de l'orgue est lancée pour son centenaire.

## Cimetière

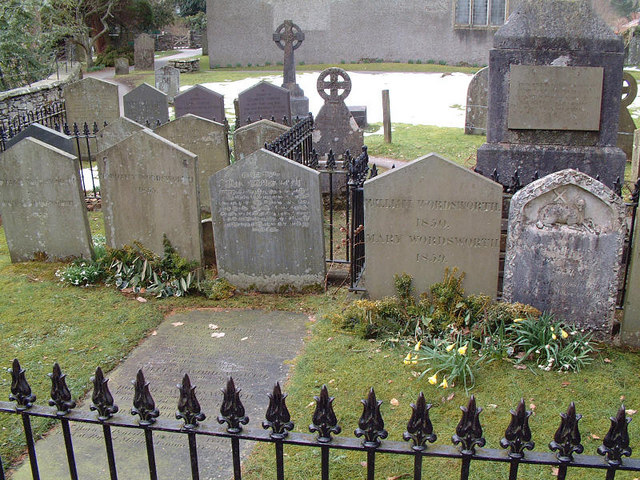
Tombes de Wordsworth

Dans le coin sud-est du cimetière se trouve un groupe de douze tombes entourées de grilles. Ce sont les tombes des membres des familles Wordsworth et Quillinan, et sont répertoriées au grade II*.